# 청슬
청슬(1994년 2월 21일 ~ )은 대한민국의 가수다. 2016년 디지털 싱글 앨범 [사랑 길목]으로 데뷔했다.

## 방송
- 히든싱어 4 (2015) - 변진섭편 준우승, 왕중왕전 11위
- 내일은 국민가수 (2021) - Top111

## 음반
- 사랑 길목 (2016)